# Хвангымболь (станция метро)
«Хвангымболь» (кор. 황금벌 — Золотые Поля) — станция Пхеньянского метрополитена. Расположена на линии Хёксин между станциями «Консоль» и «Конгук».
Открыта 6 октября 1978 года в составе второго участка линии Хёксин «Хёксин» — «Хвангымболь».